# 4873 Fukaya
4873 Fukaya је астероид главног астероидног појаса са средњом удаљеношћу од Сунца која износи 3,022 астрономских јединица (АЈ).
Апсолутна магнитуда астероида је 11,8.